# W4C
W4C ist eine dreiköpfige christliche Hip-Hop-Band, die 1993 in Stuttgart gegründet wurde.

## Bandgeschichte
W4C wurde 1993 in Stuttgart als Hip-Hop-Band, bestehend aus den Musikern Danny Fresh, PL Peter Pan und Ruben, gegründet. Ihren Musikstil bezeichnen sie selbst als „Soul of HipHop“. Der Name W4C steht für „Warriors For Christ“ (dt. Kämpfer für Christus) und bezieht sich auf einen Vers in der Bibel (Kämpfe den guten Kampf des Glaubens…, 1. Tim. 6,12). Er wurde ursprünglich englisch ausgesprochen. Aufgrund der Entwicklung der Band weg von englischen Texten entschloss sie sich den Namen deutsch auszusprechen.

## Diskografie

### Alben
- 1994: Take a Look [Demotape]
- 1995: Lord Take Care [Demo-EP]
- 1997: W4C [EP]
- 1998: Not 2 Diss U
- 2000: Holy Cuts – Vol. I
- 2001: O.S.T.-Original Soundtrack
- 2005: Immer noch

### Singles
- 1999: I´ll Be Around
- 2001: Tres amigos
- 2002: Das 5. L-M-ent
- 2004: Respect
- 2005: Ist es Liebe?